# Cittaducale

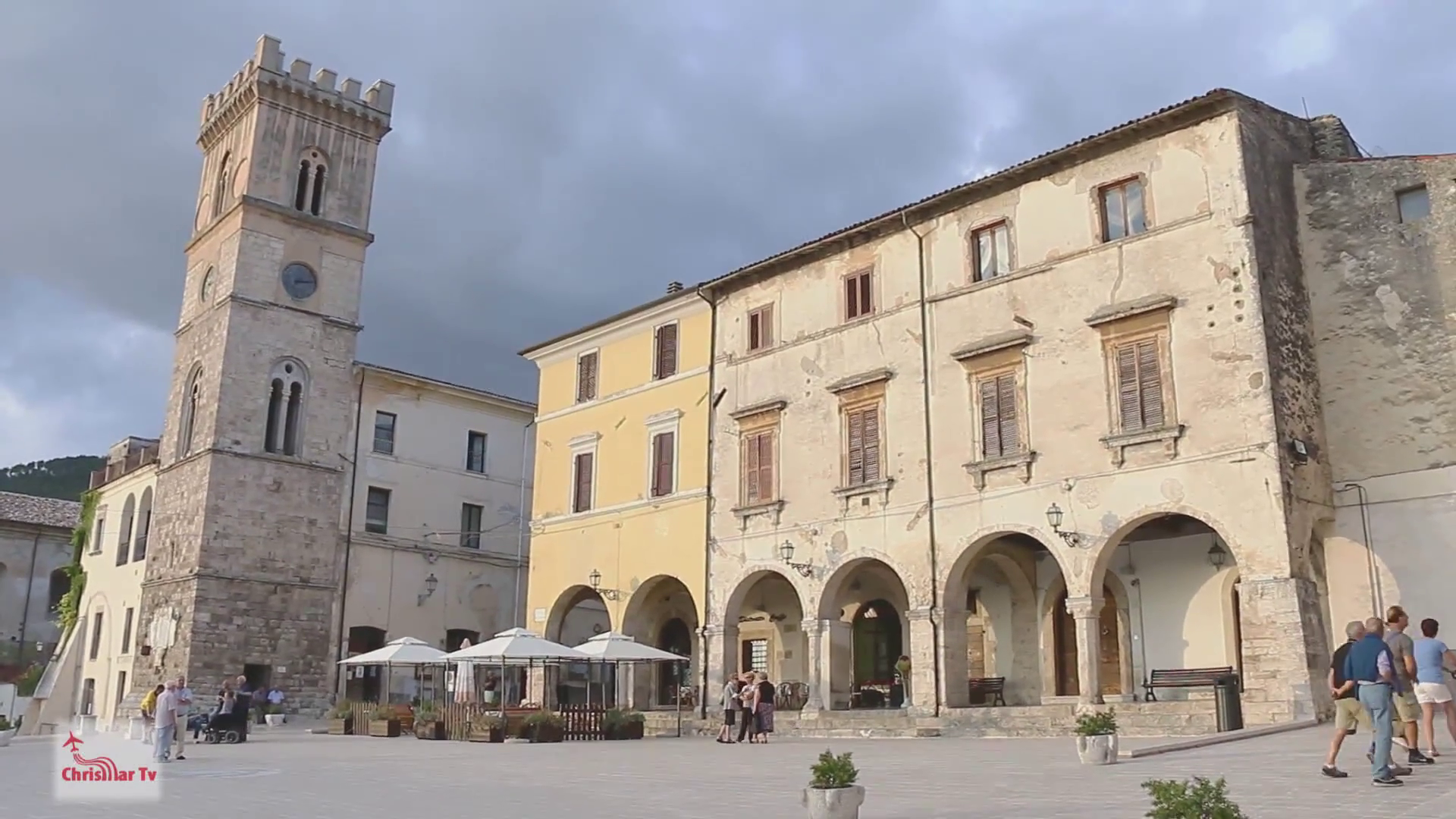
Stadtturm an der Piazza del Popolo

Cittaducale ist eine italienische Gemeinde in der Provinz Rieti in der Region Latium mit 6411 Einwohnern (Stand 31. Dezember 2023). Sie liegt 85 km nordöstlich von Rom und 11 km östlich von Rieti.

## Geographie
Cittaducale liegt im Tal des Velino umgeben von den Bergen der Reatinischen Abruzzen. Zur Gemeinde gehören die Ortsteile Calcariola, Cesoni, Grotti, Micciani, Pendenza und Santa Rufina.
Cittaducale ist Mitglied der Comunità Montana Montepiano Reatino.
Die Nachbarorte sind Borgo Velino, Castel Sant’Angelo, Longone Sabino, Micigliano, Petrella Salto und Rieti.

### Verkehr
Cittaducale liegt an der Via Salaria SS 4 die von Rom über Ascoli Piceno an die Adriaküste bei Porto d’Ascoli führt.
Die Gemeinde liegt außerdem mit dem Bahnhof  Cittaducale an der Bahnstrecke Terni – Sulmona.

## Geschichte
Von 1502 bis 1818 war die Stadt Sitz eines römisch-katholischen Bistums.

## Bevölkerungsentwicklung
| Jahr      | 1861 | 1881 | 1901 | 1921 | 1936 | 1951 | 1971 | 1991 | 2001 | 2011 |
| --------- | ---- | ---- | ---- | ---- | ---- | ---- | ---- | ---- | ---- | ---- |
| Einwohner | 4396 | 4212 | 4460 | 4643 | 4620 | 5301 | 4817 | 6434 | 6542 | 7018 |

Quelle: ISTAT

## Politik
Giovanni Falcone (Bürgerliste) wurde im Mai 2007 zum zweiten Mal zum Bürgermeister gewählt. Bei der Kommunalwahl am 11. Juni 2017 wurde Leonardo Ranalli zum Bürgermeister gewählt.